# Celeus tinnunculus
El carpintero pechinegro del Atlántico (Celeus tinnunculus) es una especie de ave piciforme del género Celeus la cual habita en zonas selváticas del nordeste de Sudamérica.

## Distribución
Este taxón es endémico de una franja costera de selvas serranas con mata atlántica en el este del Brasil, donde se distribuye de norte a sur en los estados de Minas Gerais, Bahía y Espírito Santo.

## Taxonomía
Este taxón fue descrito originalmente en el año 1829 por el zoólogo alemán Johann Georg Wagler.
Durante décadas fue tratado como formando una subespecie de la especie C. torquatus, es decir, Celeus torquatus tinnunculus. Para mediados del año 2014 se lo considera una especie plena, bajo un concepto más amplio que el de la especie biológica, tal como es el de especie filogenética.

## Estado de conservación
En la Lista Roja elaborada por la Unión Internacional para la Conservación de la Naturaleza (UICN) este taxón es categorizado como “vulnerable”.